# Fritz Briel
Fritz Briel (* 24. Oktober 1934 in Düsseldorf; † 15. März 2017 ebenda) war ein deutscher Kanute. Er nahm 1956 an den Olympischen Spielen teil und gewann eine Silbermedaille.

## Karriere
Der Kanute von Rheintreue Düsseldorf gewann 1954 seinen ersten deutschen Meistertitel in der Erwachsenenklasse. Der Westeuropameister 1955 über 10.000 Meter konnte sich 1956 für die gesamtdeutsche Mannschaft für die Olympischen Spiele qualifizieren. In Melbourne trat er zusammen mit Theo Kleine aus Lünen im Zweier-Kajak über 10.000 Meter an, drei Sekunden hinter den Ungarn János Urányi und László Fábián gewannen Kleine und Briel die Silbermedaille.
Dafür erhielten er und sein Partner Theo Kleine am 21. Januar 1957 das Silberne Lorbeerblatt.
Bei der Europameisterschaft 1957 in Gent gewann Briel vier Medaillen, er siegte über 10.000 Meter im Einer-Kajak und zusammen mit seinem Vereinskollegen Heinz Ackers im Zweier-Kajak über 1000 Meter. Hinzu kamen eine Silbermedaille im Einer-Kajak über 1000 Meter hinter Valentin Naumow aus der Sowjetunion und eine Bronzemedaille im Vierer-Kajak über 1000 Meter.
1958 bei der Weltmeisterschaft in Prag siegte er über 1000 Meter im Einer-Kajak. Einen zweiten Weltmeistertitel erkämpfte er in der 4-mal-500-Meter-Staffel zusammen mit Paul Lange, Helmut Herz und Meinrad Miltenberger. Ende 1959 erkrankte Fritz Briel schwer und verpasste dadurch 1960 die Olympiaqualifikation.
Nachdem er bereits 1960 bei den Deutschen Meisterschaften wieder am Start war, feierte er sein internationales Comeback bei der Europameisterschaft 1961 in Posen. Er gewann den Titel über 10.000 Meter im Einer und in der 4-mal-500-Meter-Staffel zusammen mit Paul Lange, Heinz Büker und Friedhelm Wentzke. Auf seiner Spezialstrecke im Einer-Kajak über 10.000 Meter gewann Briel 1963 in Jajce sowohl den Weltmeistertitel als auch den Europameistertitel. Seine letzte große internationale Medaille gewann Fritz Briel 1966 bei der Weltmeisterschaft in Ost-Berlin; hinter dem Ungarn Mihály Hesz und Wladimir Zemljakow aus der Sowjetunion erkämpfte sich Briel noch einmal Bronze.
Der gelernte Installateur führte von 1960 bis 1970 als Pächter eine Tankstelle in Hilden, machte sich 1970 als staatlich geprüfter Masseur selbständig und betrieb bis zu seinem Ruhestand das Bäderhaus Briel in Düsseldorf-Eller. Er war evangelisch, verheiratet mit Barbara Briel und hatte eine Tochter. Zuletzt lebte er im Düsseldorfer Stadtteil Urdenbach.

## Deutsche Meistertitel
- Einer-Kajak 1000 Meter: 1957, 1958, 1959, 1960, 1961, 1963, 1965
- Einer-Kajak 10.000 Meter: 1955, 1957, 1958, 1959, 1960, 1961, 1962, 1963, 1964, 1966
- Zweier-Kajak 1000 Meter: 1957, 1958 (mit Heinz Ackers)
- Vierer-Kajak 10.000 Meter: 1954
- 4-mal-500-Meter-Staffel: 1963
- Mannschaftsmeister Einerkajak: 1957